# Lagercistros
Lagercistros (Cistus laurifolius) är en solvändeväxt. Arten är utbredd från Portugal till Turkiet och Marocko. Växer i bergen eller i gles tallskog, 1200 m.
Städsegrön buske till 3 m med kanelbrun bark. Bladen är läderartade. Blommorna 3-6 cm i diameter, vita.
Två underarter erkänns, subsp. laurifolius och subsp. atlanticus från Nordafrika, som är mindre och har mycket långa blomställningar. Inte lika härdig som typen.

## Hybrider
- Cistus × bornetianus Demoly, 1996 (C. albidus × C. laurifolius)

- Cistus × cyprius Lam., 1786 (C. ladanifer × C. laurifolius)

- Cistus × dubius Pourret, 1788 (C. laurifolius × C. salviifolius)

- Cistus × hetieri Verguin, 1926 (C. ladanifer × C. laurifolius × C. monspeliensis)

- Cistus × ledon Lam., 1786 (C. laurifolius × C. monspeliensis)

- Cistus × sammonsii Demoly, 1996 (C. creticus × C. laurifolius)

## Odling
Väldränerad jord i full sol. Härdig till -20°C.

## Synonymer
subsp. laurifolius
- Cistus floribundus Tausch, 1836
- Cistus laurifolius var. lanceolatus Rouy & Foucaud, 1895
- Cistus laurifolius var. ovatus Rouy & Foucaud, 1895 nom. inval.
- Ladanium laurifolium (L.) Spach, 1836

subsp. atlanticus (Pitard) Sennen & Mauricio, 1933
- Cistus laurifolius var. atlanticus Pitard, 1931